# Otiothops gounellei
Otiothops gounellei là một loài nhện trong họ Palpimanidae. Loài này được phát hiện ở Brasil.